# 手絹

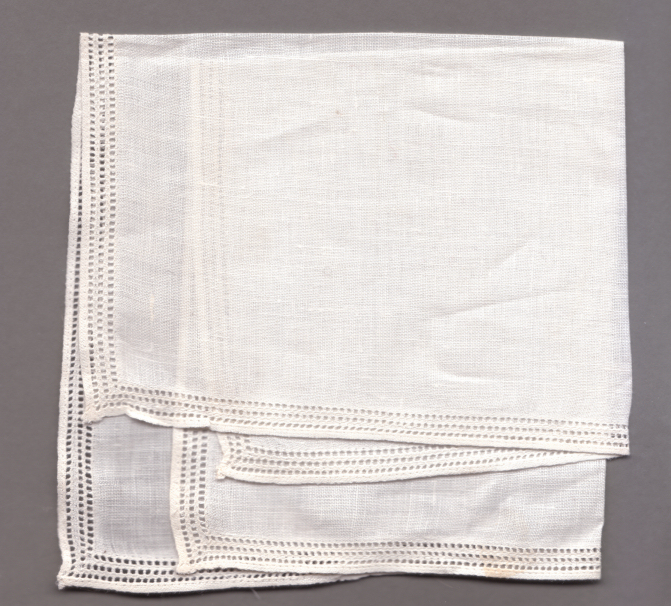
亚麻布手帕

手绢，亦称手帕、手捏子、手巾、面帕等，是一种生活用品。

## 用途
- 手绢通常用于清理人的脸部、手部等，有时候也用于浴后擦身等。
- 有时候手绢也可以作为道具，例如中国传统艺术相声用到的手绢等。

## 材質
- 手绢通常是用棉布制作的，到了现代，也经常有用纸作为手绢。

## 链接
- 生活用品
- 棉